# Баас, Балдуин
Балдуин Баас (нем. Balduin Baas, настоящая фамилия Бааске, нем. Baaske; 9 июня 1922, Данциг — 22 мая 2006, Гамбург) — немецкий актёр театра и кино, писатель, сценарист, поэт, журналист.
Работал на почте, затем во время Второй мировой войны начал выступать в самодеятельном солдатском театре. С 1946 г. выступал в кабаре в Ганновере, потом обосновался в Гамбурге, где работал как журналист, автор радиопрограмм. Выпустил сборник стихов «Это весна, Ильзе» (нем. Es ist Frühling, Ilse), роман «Этот Фриц» (нем. Der Fritz), а также автобиографию «40».
Дебютировал в кино в 1954 г., много снимался в немецких телевизионных сериалах, в общей сложности появился на экране в 77 фильмах. Знаменитым, однако, Баас стал благодаря одной из редких ролей в зарубежных фильмах — главной роли в фильме Федерико Феллини «Репетиция оркестра» (1978).